# Alfonso Caso
Pour les articles homonymes, voir Caso (homonymie).
Alfonso Caso y Andrade (né le 1er février 1896 à Mexico et mort le 30 novembre 1970 dans la même ville) est un archéologue mexicain.

## Biographie
Après des études de philosophie, de droit et d'archéologie à l'université nationale autonome du Mexique, il enseigna l'archéologie du Mexique (1929-1943) et l'ethnologie générale (1930-1933) à l'École nationale des hautes études puis à l'École nationale d'anthropologie (1939-1943) dont il contribua à la fondation.
Il fut chef du département d'archéologie du Musée national d'archéologie, histoire et ethnographie, l'actuel Musée national d'anthropologie de Mexico (1930-1933) puis son directeur en 1933-1934. Il fut aussi recteur de l'université nationale autonome du Mexique entre 1944 et 1945, et reçut le prix national des sciences en 1960. Dans les années 1960, il publia ses interprétations de nombreux codex.
Il est connu pour avoir dirigé des fouilles à Monte Albán entre 1931 et 1943 ; il y mit au jour 176 tombes, dont l'une renfermait un trésor (exposé au musée d'Oaxaca). Il devint spécialiste de la culture mixtèque et mena des fouilles à Atzompa (es) et Yucuñudahui (es) (1948-1949).
Auteur de plus de 200 ouvrages, il fit connaître le passé, l'art et les religions des Indigènes du Mexique, en particulier les Aztèques, les Mixtèques et les Zapotèques dont il étudia l'écriture glyphique.